# 伊万·留比契奇
伊万·留比契奇（Ivan Ljubičić，1979年3月19日—）是已退役的克罗地亚职业网球运动员。
留比西奇是克罗地亚在2005年首奪戴维斯杯和2006年奪得世界團體盃的的主力功臣。
2016年至2022年羅傑·費德勒退役一直是其教練之一。